# Limanowa (gemeente)
De gemeente Limanowa is een landgemeente in het Poolse woiwodschap Klein-Polen, in powiat Limanowski.
De zetel van de gemeente is in Limanowa.
Op 31 december 2005 telde de gemeente 22 756 inwoners.

## Oppervlakte gegevens
In 2002 bedroeg de totale oppervlakte van gemeente Limanowa 152,39 km², waarvan:
- agrarisch gebied: 61%
- bossen: 32%

De gemeente beslaat 16,01% van de totale oppervlakte van de powiat.

## Demografie
Stand 2005:
| Omschrijving                          | Totaal | Totaal | Vrouwen | Vrouwen | Mannen | Mannen |
| ------------------------------------- | ------ | ------ | ------- | ------- | ------ | ------ |
| eenheid                               | aantal | %      | aantal  | %       | aantal | %      |
| inwoners                              | 22 756 | 100    | 11 309  | 49,7    | 11 447 | 50,3   |
| bevolkingsdichtheid (mieszkańców/km²) | 149    | 149    | 74      | 74      | 75     | 75     |

In 2002 bedroeg het gemiddelde inkomen per inwoner 1232,96 zł.

## Plaatsen
Bałażówka, Kanina, Kisielówka, Kłodne, Koszary, Lipowe, Łososina Górna, Makowica, Męcina, Młynne, Mordarka, Nowe Rybie, Pasierbiec, Pisarzowa, Rupniów, Siekierczyna (sołectwa: Siekierczyna I en Siekierczyna II), Sowliny, Stare Rybie, Stara Wieś (sołectwa: Stara Wieś I en Stara Wieś II), Walowa Góra, Wysokie.

## Aangrenzende gemeenten
Chełmiec, Jodłownik, Laskowa, Limanowa, Łapanów, Łososina Dolna, Łukowica, Podegrodzie, Słopnice, Trzciana, Tymbark